# Contestadokriget
Contestadokriget (portugisiska: Guerra do Contestado), var ett gerillakrig om landområden mellan bosättare och jordägare, de senare stödda av brasilianska statens polis och militär, som utkämpades mellan oktober 1912 och augusti 1916.  
Det var ett område i södra Brasilien, rikt på och yerba mate, som kallades Contestado, eftersom de brasilianska delstaterna Paraná och Santa Catarina samt Argentina gjorde anspråk på det. Konflikten bottnade i sociala motsättningar i området, och frågan om markägande hos caboclos. Kriget präglades av religiös fanatism, som i religionskrig; men samtidigt även av missnöjet med befolkningens materiella situation.
När kriget var över hade rebellerna förlorat.